# Every Best Single: Complete
Pour les articles homonymes, voir Every Best Single.
Albums de Every Little Thing
Door
(2008) Change
(2010)
Singles
1. Atarashi Hibi / Ōgon no Tsuki
Sortie : 27 août 2008
2. Dream Goes On
Sortie : 23 septembre 2009
3. Tsumetai Ame
Sortie : 18 novembre 2009

Every Best Single, sous-titré Complete ("～COMPLETE～"), est le cinquième album compilation du groupe Every Little Thing, sorti en deux, quatre ou six disques.

## Présentation
L'album sort le 23 décembre 2009 au Japon sur le label  Avex Trax, deux ans après le précédent album du groupe, Door, et onze et six ans après ses deux premières compilations homonymes Every Best Single +3 et Every Best Single 2. L'album atteint la 4e place du classement des ventes de l'Oricon, et reste classé 24 semaines.
Il sort en trois versions, avec des pochettes et contenus différents : "2CD" (avec pochette orangée et deux disques audio pour deux heures et demie de musique), "4CD" (avec pochette verte et quatre disques audio pour quatre heures de musique), et "4CD+2DVD" (avec pochette rose et six disques dont deux DVD) ; une ré-édition de cette dernière version, notée "encore", sort deux mois plus tard, le 3 mars 2010.
C'est un album compilation qui contient, dans ses versions "4CD", dans leur ordre de parution, les chansons-titre des 37 premiers singles du groupe sortis durant les quatorze années précédentes, incluant les deux titres des sept singles "double face A", et tous les titres des singles spéciaux Untitled 4 Ballads (soit quatre) et Mata Ashita (soit trois) ; il contient en plus une version remixée supplémentaire de la chanson du single le plus vendu du groupe, Time Goes By, soit un total de 50 titres sur quatre disques.
Presque toutes ces chansons étaient également parues sur les huit albums originaux et/ou sur les quatre compilations du groupe sortis auparavant, parfois dans des versions remaniées. Seules les quatre dernières étaient alors inédites en album ; les deux dernières (Dream Goes On et Tsumetai Ame) figureront finalement sur le prochain album original Change qui sortira trois mois plus tard, et seules les deux chansons du single Atarashi Hibi / Ōgon no Tsuki ne figureront donc que sur cette compilation.
La version "2CD" ne contient que trente de ces titres sur deux disques, sélectionnés par les fans du groupe comme étant leurs préférés. Les deux DVD des éditions "4CD+2DVD" contiennent la plupart des clips vidéo des 37 singles, omettant celui de Face the Change et ceux des deuxièmes titres de six des singles "double face A" (exceptant Koibumi / Good Night), et incluant ceux de deux des chansons de Untitled 4 Ballads, soit 38 clips en tout, plus une vidéo en bonus à la fin.
Trente des chansons présentes sur la version "4CD" figureront à nouveau sur les compilations similaires Complete Best Vol.1 et Vol.2 qui ne sortiront qu'un an plus tard.

## Liste des titres

### Édition 2CD
| 1.  | Dear My Friend                            | 3e single              | 3:49 |
| 2.  | For the Moment (For the moment)           | 4e single              | 4:33 |
| 3.  | Deatta Koro no Yō ni (出逢った頃のように) | 5e single              | 4:24 |
| 4.  | Shapes of Love (Shapes Of Love)           | 6e single (co-face A)  | 4:59 |
| 5.  | Face the Change (Face the change...)      | 7e single              | 4:21 |
| 6.  | Time Goes By (Time goes by ...)           | 8e single              | 5:11 |
| 7.  | Forever Yours (FOREVER YOURS)             | 9e single              | 4:57 |
| 8.  | Over and Over                             | 11e single             | 4:44 |
| 9.  | Rescue Me (Rescue me)                     | 15e single (co-face A) | 4:18 |
| 10. | Ai no Kakera (愛のカケラ)                 | 16e single             | 4:55 |
| 11. | Fragile (fragile)                         | 17e single (co-face A) | 4:52 |
| 12. | Graceful World                            | 18e single             | 5:11 |
| 13. | Jump (jump)                               | 19e single             | 4:08 |
| 14. | Kiwoku (キヲク)                           | 20e single             | 5:25 |
| 15. | Sasayaka na Inori (ささやかな祈り)        | 21e single             | 4:56 |

| 1.  | Unspeakable (UNSPEAKABLE)                       | du 22e single Untitled 4 Ballads   | 4:24 |
| 2.  | Ai no Uta (愛の謳)                              | du 22e single Untitled 4 Ballads   | 4:52 |
| 3.  | Nostalgia (nostalgia)                           | du 22e single Untitled 4 Ballads   | 5:49 |
| 4.  | Grip!                                           | 23e single                         | 4:50 |
| 5.  | Mata Ashita (また あした)                       | 25e single                         | 4:58 |
| 6.  | Ichinichi no Hajimari ni... (一日の始まりに...) | du 25e single Mata Ashita          | 4:42 |
| 7.  | Soraai (ソラアイ)                               | 26e single                         | 5:13 |
| 8.  | Koibumi (恋文)                                  | du 27e single Koibumi / Good Night | 5:01 |
| 9.  | Good Night (good night)                         | du 27e single Koibumi / Good Night | 4:57 |
| 10. | Kimi no Te (きみの て)                          | 28e single                         | 4:50 |
| 11. | Swimmy (スイミー)                               | 31e single                         | 4:59 |
| 12. | Koi wo Shiteiru (恋をしている)                  | 33e single (co-face A)             | 5:23 |
| 13. | Sakurabito (サクラビト)                         | 34e single                         | 5:00 |
| 14. | Atarashi Hibi (あたらしい日々)                  | 35e single (co-face A)             | 4:16 |
| 15. | Dream Goes On (DREAM GOES ON)                   | 36e single                         | 4:29 |

### Édition 4CD
| 1.  | Feel My Heart                             | 1er single                                | 4:24 |
| 2.  | Future World                              | 2e single                                 | 4:07 |
| 3.  | Dear My Friend                            | 3e single                                 | 3:49 |
| 4.  | For the Moment (For the moment)           | 4e single                                 | 4:33 |
| 5.  | Deatta Koro no Yō ni (出逢った頃のように) | 5e single                                 | 4:24 |
| 6.  | Shapes of Love (Shapes Of Love)           | du 6e single Shapes of Love / Never Stop! | 4:59 |
| 7.  | Never Stop!                               | du 6e single Shapes of Love / Never Stop! | 4:09 |
| 8.  | Face the Change (Face the change...)      | 7e single                                 | 4:21 |
| 9.  | Time Goes By (Time goes by ...)           | 8e single                                 | 5:11 |
| 10. | Forever Yours (FOREVER YOURS)             | 9e single                                 | 4:57 |
| 11. | Necessary (NECESSARY)                     | 10e single                                | 3:47 |
| 12. | Over and Over                             | 11e single                                | 4:44 |
| 13. | Someday, Someplace                        | 12e single                                | 4:32 |

| 1.  | Pray                                  | du 13e single Pray / Get Into a Groove | 5:28 |
| 2.  | Get Into a Groove (Get Into A Groove) | du 13e single Pray / Get Into a Groove | 4:38 |
| 3.  | Sure (sure)                           | 14e single                             | 4:56 |
| 4.  | Rescue Me (Rescue me)                 | du 15e single Rescue Me / Smile Again  | 4:18 |
| 5.  | Smile Again                           | du 15e single Rescue Me / Smile Again  | 4:33 |
| 6.  | Ai no Kakera (愛のカケラ)             | 16e single                             | 4:55 |
| 7.  | Fragile (fragile)                     | du 17e single Fragile / Jirenma        | 4:52 |
| 8.  | Jirenma (JIRENMA)                     | du 17e single Fragile / Jirenma        | 4:27 |
| 9.  | Graceful World                        | 18e single                             | 5:11 |
| 10. | Jump (jump)                           | 19e single                             | 4:08 |
| 11. | Kiwoku (キヲク)                       | 20e single                             | 5:25 |
| 12. | Sasayaka na Inori (ささやかな祈り)    | 21e single                             | 4:56 |

| 1.  | Unspeakable (UNSPEAKABLE)                       | du 22e single Untitled 4 Ballads   | 4:24 |
| 2.  | Ai no Uta (愛の謳)                              | du 22e single Untitled 4 Ballads   | 4:52 |
| 3.  | Room (ルーム)                                   | du 22e single Untitled 4 Ballads   | 4:33 |
| 4.  | Nostalgia (nostalgia)                           | du 22e single Untitled 4 Ballads   | 5:49 |
| 5.  | Grip!                                           | 23e single                         | 4:50 |
| 6.  | Fundamental Love (ファンダメンタル・ラブ)       | 24e single                         | 4:19 |
| 7.  | Mata Ashita (また あした)                       | du 25e single Mata Ashita          | 4:58 |
| 8.  | Ichinichi no Hajimari ni... (一日の始まりに...) | du 25e single Mata Ashita          | 4:42 |
| 9.  | Shiawase no Fûkei (しあわせの風景)              | du 25e single Mata Ashita          | 5:06 |
| 10. | Soraai (ソラアイ)                               | 26e single                         | 5:13 |
| 11. | Koibumi (恋文)                                  | du 27e single Koibumi / Good Night | 5:01 |
| 12. | Good Night (good night)                         | du 27e single Koibumi / Good Night | 4:57 |

| 1.  | Kimi no Te (きみの て)                                                      | 28e single                                    | 4:50 |
| 2.  | Azure Moon (azure moon)                                                     | 29e single                                    | 5:24 |
| 3.  | Hi-Fi Message (ハイファイ メッセージ)                                       | 30e single                                    | 5:29 |
| 4.  | Swimmy (スイミー)                                                           | 31e single                                    | 4:59 |
| 5.  | Kirameki Hour (キラメキアワー)                                              | 32e single                                    | 4:35 |
| 6.  | Koi wo Shiteiru (恋をしている)                                              | du 33e, Koi wo Shiteiru / Fuyu ga Hajimaru yo | 5:23 |
| 7.  | Fuyu ga Hajimaru yo feat. Makihara Noriyuki (冬がはじまるよ Feat. 槇原敬之) | du 33e, Koi wo Shiteiru / Fuyu ga Hajimaru yo | 4:33 |
| 8.  | Sakurabito (サクラビト)                                                     | 34e single                                    | 5:00 |
| 9.  | Atarashi Hibi (あたらしい日々)                                              | du 35e single Atarashi Hibi / Ōgon no Tsuki   | 4:16 |
| 10. | Ōgon no Tsuki (黄金の月)                                                    | du 35e single Atarashi Hibi / Ōgon no Tsuki   | 4:56 |
| 11. | Dream Goes On (DREAM GOES ON)                                               | 36e single                                    | 4:29 |
| 12. | Tsumetai Ame (冷たい雨)                                                     | 37e single                                    | 4:42 |
| 13. | Time Goes By ~As Time Goes By (Kj Mix) (Time goes by ~as time goes by)      | Remix du 8e single Time Goes By               | 5:27 |

### Édition 4CD+2DVD
Les disques CD sont les mêmes que ceux de l'édition "4CD".
| 1.  | Feel My Heart (PV)                 | Clip du 1er single             |  |
| 2.  | Future World (PV)                  | Clip du 2e single              |  |
| 3.  | Dear My Friend (PV)                | Clip du 3e single              |  |
| 4.  | For the Moment (PV)                | Clip du 4e single              |  |
| 5.  | Deatta Koro no Yō ni (PV)          | Clip du 5e single              |  |
| 6.  | Shapes of Love (PV)                | Clip du 6e single (co-face A)  |  |
| 7.  | Time Goes By (PV)                  | Clip du 8e single              |  |
| 8.  | Forever Yours (PV -Short Version-) | Clip du 9e single              |  |
| 9.  | Necessary (PV)                     | Clip du 10e single             |  |
| 10. | Over and Over (PV)                 | Clip du 11e single             |  |
| 11. | Someday, Someplace (PV)            | Clip du 12e single             |  |
| 12. | Pray (PV)                          | Clip du 13e single (co-face A) |  |
| 13. | Sure (PV)                          | Clip du 14e single             |  |
| 14. | Rescue me (PV)                     | Clip du 15e single (co-face A) |  |
| 15. | Ai no Kakera (PV)                  | Clip du 16e single             |  |
| 16. | Fragile (PV)                       | Clip du 17e single (co-face A) |  |
| 17. | Graceful World (PV)                | Clip du 18e single             |  |
| 18. | Jump (PV)                          | Clip du 19e single             |  |
| 19. | Kiwoku (PV)                        | Clip du 20e single             |  |

| 1.  | Sasayaka na Inori (PV)                                    | Clip du 21e single                      |  |
| 2.  | Unspeakable (PV)                                          | Clip du 22e single Untitled 4 Ballads   |  |
| 3.  | Nostalgia (PV)                                            | Clip du 22e single Untitled 4 Ballads   |  |
| 4.  | Grip! (PV)                                                | Clip du 23e single                      |  |
| 5.  | Fundamental Love (PV)                                     | Clip du 24e single                      |  |
| 6.  | Mata Ashita (PV)                                          | Clip du 25e single                      |  |
| 7.  | Soraai (PV)                                               | Clip du 26e single                      |  |
| 8.  | Koibumi (PV)                                              | Clip du 27e single Koibumi / Good Night |  |
| 9.  | Good Night (PV)                                           | Clip du 27e single Koibumi / Good Night |  |
| 10. | Kimi no Te (PV)                                           | Clip du 28e single                      |  |
| 11. | Azure Moon (PV)                                           | Clip du 29e single                      |  |
| 12. | Hi-Fi Message (PV)                                        | Clip du 30e single                      |  |
| 13. | Swimmy (PV)                                               | Clip du 31e single                      |  |
| 14. | Kirameki Hour (PV)                                        | Clip du 32e single                      |  |
| 15. | Koi wo Shiteiru (PV)                                      | Clip du 33e single (co-face A)          |  |
| 16. | Sakurabito (PV)                                           | Clip du 34e single                      |  |
| 17. | Atarashii Hibi (PV)                                       | Clip du 35e single (co-face A)          |  |
| 18. | Dream Goes On (PV)                                        | Clip du 36e single                      |  |
| 19. | Tsumetai Ame (PV -Music Video Ver-)                       | Clip du 37e single                      |  |
| 20. | Dream Goes On (Behind the "Meet" Volume 00) (Bonus Track) |                                         |  |

## Complete Best Vol.1&2
Albums de Every Little Thing
Change
(2010) Ordinary
(2011)
Complete Best Every Little Thing Vol.1 et Complete Best Every Little Thing Vol.2 sont deux compilations CD de quinze titres chacune, toutes deux sorties le 4 décembre 2010 dans la série de compilations à prix réduits d'artistes d'Avex Trax intitulée Avex Archives - Complete Best. Elles ne font donc pas partie de la discographie officielle d'Every Little Thing.
Y figurent les chansons des 28 premiers singles du groupe, excluant les "co-face A" des cinq singles "double face A" de cette période, et incluant trois des chansons du maxi-single Untitled 4 Ballads, soit trente titres répartis aléatoirement entre les deux compilations, mais rangées sur chacune d'elles dans leur ordre de parution. 
Tous ces titres figuraient déjà sur la compilation officielle Every Best Single - Complete (édition 4CD) sortie un an auparavant.
| 1.  | Feel My Heart                      | 1er single                       | 4:24 |
| 2.  | Dear My Friend                     | 3e single                        | 3:49 |
| 3.  | For the Moment (For the moment)    | 4e single                        | 4:33 |
| 4.  | Forever Yours (FOREVER YOURS)      | 9e single                        | 4:57 |
| 5.  | Over and Over                      | 11e single                       | 4:44 |
| 6.  | Someday, Someplace                 | 12e single                       | 4:32 |
| 7.  | Sure (sure)                        | 14e single                       | 4:56 |
| 8.  | Ai no Kakera (愛のカケラ)          | 16e single                       | 4:55 |
| 9.  | Fragile (fragile)                  | 17e single (co-face A)           | 4:52 |
| 10. | Jump (jump)                        | 19e single                       | 4:08 |
| 11. | Sasayaka na Inori (ささやかな祈り) | 21e single                       | 4:56 |
| 12. | Ai no Uta (愛の謳)                 | du 22e single Untitled 4 Ballads | 4:52 |
| 13. | Grip!                              | 23e single                       | 4:50 |
| 14. | Soraai (ソラアイ)                  | 26e single                       | 5:13 |
| 15. | Koibumi (恋文)                     | 27e single (co-face A)           | 5:01 |

| 1.  | Future World                              | 2e single                        | 4:07 |
| 2.  | Deatta Koro no Yō ni (出逢った頃のように) | 5e single                        | 4:24 |
| 3.  | Shapes of Love (Shapes Of Love)           | 6e single (co-face A)            | 4:59 |
| 4.  | Face the Change (Face the change...)      | 7e single                        | 4:21 |
| 5.  | Time Goes By (Time goes by ...)           | 8e single                        | 5:11 |
| 6.  | Necessary (NECESSARY)                     | 10e single                       | 3:47 |
| 7.  | Pray                                      | 13e single (co-face A)           | 5:28 |
| 8.  | Rescue Me (Rescue me)                     | 15e single (co-face A)           | 4:18 |
| 9.  | Graceful World                            | 18e single                       | 5:11 |
| 10. | Kiwoku (キヲク)                           | 20e single                       | 5:25 |
| 11. | Unspeakable (UNSPEAKABLE)                 | du 22e single Untitled 4 Ballads | 4:24 |
| 12. | Nostalgia (nostalgia)                     | du 22e single Untitled 4 Ballads | 5:49 |
| 13. | Fundamental Love (ファンダメンタル・ラブ) | 24e single                       | 4:19 |
| 14. | Mata Ashita (また あした)                 | 25e single                       | 4:58 |
| 15. | Kimi no Te (きみの て)                    | 28e single                       | 4:50 |